# Lopra
Lopra er en bygd på Færøernes sydligste ø Suðuroy som ligger ved Lopransfjørður, der munder ud i
Vágsfjørður. Vest for Lopra ved Suðuroys vestkyst ligger Lopranseiði og den 3,4 hektar store ø Lopranshólmur.
Der er lakseopdræt og en fiskefabrik og to virksomheder, som opsamler og aftapper kildevand fra fjeldet Kirvi. Vandet sælges på flaske under navnene Kirvi og Aurora Water.
Lopra og Akrar fik i 1957 en fælles skole á Leiti, som nu er nedlagt, men bygningen bruges stadig til kirkelige handlinger. Eleverne tilbringer nu de første syv år i skole i Sumba.
Fra Lopra går den gamle fjeldvej op til fuglefjeldet Beinisvørð og videre ned til Sumba på øens vestkyst.

## Historie
Lopra blev grundlagt i 1834, da bonden Andreas Thomassen flytter sin gård fra Sumba til Lopra.
1957 blev der indviet en fælles skole for Lopra og Akrar fælles skole. Skolen er nu nedlagt men bruges til at afholde gudstjeneste.
1981 forsøgte man at bore efter naturgas. Boringen nåede ned til 2178 meters dybde, hvor der blev fundet spor af gas, men ikke nok til at det var rentabelt at udvinde. Boringerne blev genoptaget i juli 1996, hvor man nåede 3558 m ned uden at finde olie. Resultaterne fra boringen havde værdi i forbindelse med olieeftersøgningen til havs.
I februar måned 1991 når man efter måneders arbejde igennem fjeldet til Sumba, således at der kan etableres en tunnel, der stod færdig i december 1997.

## SS Westerbeek gik på grund ved Lopranseiði
Et hollandsk skib ved navn Westerbeek forliste ved Lopranseiði den 2. september 1742. 80 mand overlevede ulykken, en døde i forsøget på at bestige den stejle klippekyst ved Lopranseiði, 10 mand mistede livet på skibet. Tre af de overlevende fik tilladelse til at forlade Færøerne kort tid efter ulykken med danske skibe, som på det tidspunkt var i Tórshavn. Men kaptajnerne på disse to skibe nægtede at tage alle 80 mand med til Danmark. Så 77 af de overlevende skulle bo på Færøerne i 9 måneder, før de kunne tage tilbage til Holland og til de andre lande, hvor de kom fra.

## Hvalfangststationen i Lopra
Lopra blev grundlagt i 1834, og er bygget op omkring en nu nedlagt hvalstation. Fangsten af hvaler havde stor økonomisk betydning i første halvdel af 1900-tallet. Hvalerne blev harpuneret i farvandet rundt om Færøerne, og blev derefter slæbt ind til bl.a. hvalstationen i Lopra.
I 1901 byggede firmaet Suderø, grundlagt af nordmanden Peder Olsen Bogen(1861-1914), en hvalfangststation i Lopra, denne station, som så mange andre, havde været placeret i Finnmarken, før den blev fragtet til Lopra.
Firmaet Suderø, der tidligere hed Thekla i Norge, havde én hvalfangerbåd Thekla som var med i overførslen til Lopra, i 1902 byggede virksomheden en ny båd ved navn Suderø og næsten hvert år indtil 1916 var stationen den mest produktive af hvalstationerne på Færøerne, de bedste resultater var i 1909 og 1915 med 3100 og 4230 tønder tran.
Stationen ved Lopra var produktiv på grund af sin beliggenhed, med nem adgang både øst, syd og vest, hvor hvalerne passerede. I 1904 forarbejdede Lopra 135 hvaler med to både, hvilket gav 2800 tønder tran. I 1908 havde stationen tre både og et gennemsnit på 50 hvaler for hver båd. 1909 skød en af bådene i Lopra en blåhval, som gav 120 tønder tran.
I årene 1913 og 1915 var Lopra den eneste station, der var aktiv sammen med Emma i Funningsfirði.
1915 var et rigtig godt år for Lopra, da ingen andre nationer var aktive på grund af 1. verdenskrig var der masser af blå- og finhvaler, som kom forbi Færøerne. Det år behandlede Lopra 179 hvaler, hvilket gav 4400 tønder tran og omkring 5000 100 kg poser med benmel.
1916 var blev der kun skudt 198 hvaler blev skudt af af de færøske stationer, men krigen påvirkede priserne på tran og benmel, så det økonomisk var en god sæson.
Der blev ikke skudt hvaler i årene 1917–1920 på Færøerne. 1920 var en kæmpe skuffelse. Der var der ingen aktivitet i Lopra, før sæsonerne 1923/24, 1925 og 26 var skuffeende, og stationen lukkede i 1928 med store økonomiske omkostninger for aktionærerne. Fra 1928 til 1930 var polarforskeren Ejnar Mikkelsen bestyrer af stationen.
I 1933 købte N. J. Mortensen, Tvøroyri stationen, og drev den indtil 1948, hvor han undervejs lavede forskellige forbedringer af stationen. Under 2. verdenskrig på Færøerne ophørte al hvalfangst.
Fra 1948 til 1953 forsøgte forskellige ejere sig med hvalfangst, men uden stor succes, og den sidste sæson blev der kun skudt 78 hvaler, hvilket resulterede i 2000 tønder tran. Siden da har der ikke været nogen hvalfangstaktivitet i Lopra.

## Galleri
- Lopra, Suðuroy
- Den tidligere skole, midt mellem Lopra og Akrar
- Lopranseiði
- Lopranseiði, udsigt mod syd til Beinisvørð, som er 470 meter høj klint